# فرودگاه صحرایی هسلر-نبل
فرودگاه صحرایی هسلر-نبل (به انگلیسی: Hesler-Noble Field) یک فرودگاه همگانی بهره‌برداری هوایی با کد یاتا LUL است که یک باند فرود آسفالت دارد و طول باند آن ۱۶۸۰ متر است. این فرودگاه در کشور ایالات متحده آمریکا قرار دارد و در ارتفاع ۷۳ متری از سطح دریا واقع شده‌است.